# Touvre
Touvre település Franciaországban, Charente megyében. Lakosainak száma 1146 fő (2022. január 1.). Touvre Garat, Magnac-sur-Touvre, Mornac és Ruelle-sur-Touvre községekkel határos.

## Népesség
A település népessége az elmúlt években az alábbi módon változott:
| Lakosok száma | 604  | 933  | 1020 | 1090 | 1224 | 1245 | 1191 | 1165 | 1151 | 1146 |
|               | 1968 | 1982 | 1990 | 2006 | 2013 | 2015 | 2017 | 2019 | 2020 | 2022 |